# Соучастие в преступлении
Соучастие в преступлении — различные случаи совершения преступного деяния несколькими лицами. В современных правовых системах могут использоваться и более узкие определения. Так, по российскому уголовному праву под соучастием понимается умышленное совместное участие двух или более лиц в совершении умышленного преступления (ст. 32 УК РФ). 
Институт соучастия вызывает большое число споров в уголовно-правовой науке. Г. Е. Колоколов отмечал, что соучастие является венцом общего учения о преступлении и считается труднейшим разделом уголовного права.

## Соучастие в истории уголовного права
Институт соучастия является одним из древнейших в уголовном праве, нормы, связанные с ответственностью за совместное совершение преступления несколькими лицами, содержались ещё в средневековых правовых источниках. Например, Русская правда в Краткой редакции содержит следующую норму (ст. 31): 

А если кто крадет или коня, или волов, или обкрадывает клеть, то, если один крал, то заплатить ему гривну и тридцать резан; если их будет 18, то платить каждому человеку по три гривны и 30 резан.
Оригинальный текст (древнерусск.)А иже крадеть любо конь, любо волы, или клѣть, да аще будеть единъ кралъ, то гривну и тридесятъ рѣзанъ платити ему; или ихъ будеть 18, то по три гривнѣ и по 30 рѣзанъ платити мужеви.
— Русская правда, краткая редакция

## Влияние соучастия на наказание
Как правило, соучастие считается более опасной формой преступной деятельности, чем совершение преступления одним лицом. Указывается, что сущность соучастия составляет «не простое сложение сил нескольких преступных элементов, а такое объединение усилий, которое придаёт их деятельности новое качество. При совместном совершении преступления несколькими соучастниками… как правило, наносится более серьёзный ущерб, чем при совершении того же преступления одним лицом».
Высказываются и другие точки зрения. Так, по мнению М. Д. Шаргородского соучастие не является отягчающим или смягчающим уголовную ответственность обстоятельством, оно «не является квалифицирующим или отягчающим обстоятельством». Р. Р. Галиакбаров пишет: «Утверждать, что соучастие в преступлении всегда повышает общественную опасность содеянного, нельзя. Из этого правила бывают исключения, особенно при совершении преступления исполнителем совместно с пособником и другими предусмотренными законом соучастниками».

## Теории соучастия
Существует две основные точки зрения на юридическую природу соучастия. Первая из них опирается на представление об акцессорной (лат. accessorium — «дополнительный», «несамостоятельный») природе соучастия. Согласно данной теории, основой соучастия является деятельность исполнителя, а действия всех остальных соучастников являются дополнительными (акцессорными) по отношению к ней; поэтому юридическая оценка этих действий целиком и полностью опирается на оценку действий исполнителя: если они признаются преступными и наказуемыми, то наказуемы и действия соучастников, причём по той же статье уголовного закона, что и действия исполнителя, а если действия исполнителя ненаказуемы, не могут быть привлечены к ответственности и соучастники.
М. И. Ковалёвым была разработана также доктрина ограниченной акцессорности. Ограниченный характер акцессорности заключается в том, что добровольный отказ исполнителя преступления от его совершения не исключает привлечение к ответственности прочих соучастников.
Вторая теория рассматривает соучастие как самостоятельную форму преступной деятельности и устанавливает, что соучастники несут ответственность не за действия исполнителя, а за совершённые ими лично действия, и именно совершение этих действий является основанием их уголовной ответственности и определяет её пределы. Именно этим объясняется то обстоятельство, что соучастники будут нести ответственность даже в случае, если исполнитель преступления не может быть привлечён к уголовной ответственности в силу каких-либо обстоятельств (например, смерти) или будет освобождён от уголовной ответственности (например, вследствие деятельного раскаяния или добровольного отказа от совершения преступления).

## Признаки соучастия
В соучастии выделяются объективные и субъективные признаки. Отсутствие хотя бы одного из этих признаков исключает признание преступления совершённым в соучастии. Ниже приводятся признаки соучастия, выделяемые в российской уголовно-правовой теории.
Объективные признаки: 
1. Совершение преступления двумя и более лицами, обладающими признаками субъекта преступления. Не образует соучастия совершение преступления с использованием лица, не подлежащего уголовной ответственности в силу недостижения им возраста уголовной ответственности или невменяемости. Некоторые преступные деяния могут быть совершены только путём совместной деятельности большого числа участников (например, в уголовном законодательстве России это ст. 212 — массовые беспорядки и ст. 279 — вооружённый мятеж)[10].
2. Совместность деятельности выражается в том, что поступки нескольких лиц направлены на выполнение общего, единого для всех соучастников преступления. Совместность, таким образом, предполагает и объединение усилий виновных по совершению преступления, и достижение ими единого преступного результата. Ещё Н. С. Таганцев писал: «К соучастию относятся лишь те совершенно своеобразные случаи стечения преступников, в коих является солидарная ответственность всех за каждого и каждого за всех; в силу этого условия учение о соучастии и получает значение самостоятельного института»[11]. Совместность отсутствует, например, если несколько лиц одновременно и независимо друг от друга расхищают товар, находящийся на складе.
3. Имеется общий для всех соучастников преступный результат, который находится в причинной связи с действиями всех соучастников. В преступлениях с формальным составом необходимо установить наличие причинной обусловленности действий исполнителя и действий других соучастников, в преступлениях с материальным составом должна также присутствовать причинная связь между действиями соучастников и наступившими преступными последствиями[12]. Например, лицо, передавшее исполнителю убийства пистолет будет считаться соучастником убийства лишь если смерть причинена с использованием этого пистолета.

Субъективные признаки: 
1. Осведомлённость соучастников о наличии друг друга, наличие двусторонней субъективной связи между ними. Если некто втайне от исполнителя оказывает ему содействие в совершении преступления, соучастия быть не может. Наличие двусторонней субъективной связи не предполагает обязательного знания каждым соучастником о наличии всех остальных, достаточно осознания наличия исполнителя преступления и всех прочих признаков преступного деяния, необходимых для наступления ответственности[13].
2. Общность умысла: направленность его на совершение одного и того же деяния, причинение одних и тех же последствий. Различие мотивов и целей соучастников не препятствует общности умысла. Например, в заказном убийстве исполнитель может действовать из корыстных побуждений, а заказчик может руководствоваться другим мотивом: злости, ненависти, обиды, мести[14].

Соучастие, как правило, осуществляется путём активных действий соучастников, но может иметь место и соучастие путём бездействия (например, если охранник, по предварительной договорённости с другими лицами, которые намереваются совершить преступление, допускает этих лиц на охраняемый объект, не исполняя таким образом своих служебных обязанностей).
Соучастие может иметь место как в преступлениях с материальным, так и с формальным составом, а также в длящихся и продолжаемых преступлениях, на любой стадии преступления вплоть до его окончания (за исключением заранее обещанных действий пособника по сокрытию следов преступления, его предмета или преступника).

### Совместная преступная деятельность при неосторожности
Как правило, юридическое значение имеет лишь соучастие в умышленном преступлении. Соучастие в неосторожном преступлении (так называемое «неосторожное сопричинение вреда») является предметом рассмотрения уголовно-правовой теории. Как правило, умысел при соучастии является прямым, но может носить и косвенный характер. Содержание умысла соучастников является более широким, чем у индивидуально совершающего преступление субъекта, поскольку оно включает также осознание совместного характера действий, общественной опасности действий других соучастников, особенностей развития причинной связи, обусловленных объединением усилий соучастников, общего отношения к преступному результату.
Неосторожное сопричинение вреда — это неосторожное причинение преступного вреда вследствие совокупных действий нескольких лиц (например, экипажа самолёта, персонала АЭС). Неосторожное сопричинение вреда, хотя и обладает повышенной степенью общественной опасности по сравнению с неосторожными действиями единичного лица, в уголовно-правовой теории рассматривается как отдельный от соучастия вид преступной деятельности. 
В УК РФ неосторожное сопричинение вреда никак не регламентируется. В кодексах некоторых других стран мира соответствующие нормы содержатся. Так, УК КНР 1997 года в ч. 2 ст. 25 § 3 указывает, что «двое и более лиц, совместно совершивших преступление по неосторожности, не рассматриваются как соучастники преступления. Они должны нести уголовную ответственность, подвергнуться различным наказаниям в соответствии с совершёнными ими преступлениями». 
Законодательство других стран мира (например, Франции, Англии и США) допускает соучастие и в неосторожных преступлениях. Однако всё же законодательство большинства государств не признаёт неосторожного соучастия.

## Формы соучастия
Форма соучастия — это отдельная юридически значимая разновидность соучастия, выделяемая на основе субъективно-объективного критерия, которым является характер связи соучастников в совершаемом деянии. Формы соучастия могут получать закрепление в общей части уголовного законодательства (например, это имеет место в УК РФ или Германии) или именоваться в его особенной части: например законодательство США, Франции, Испании и других стран называет такие формы соучастия как группа лиц, преступное сообщество, банда, заговор, формирование, организованная группа.
Вопрос о формах соучастия в уголовно-правовой теории является спорным. Различные учёные предлагали следующие классификации форм соучастия:
- Простое соучастие (без предварительного сговора), соучастие, осложнённое предварительным сговором соучастников, соучастие особого рода — преступная организация или преступное сообщество[22].
- Совиновничество и соучастие в узком смысле этого слова (соучастие с распределением ролей)[23].
- Выделение группы лиц как единственной формы соучастия, включающей в себя все возможные варианты связи между соучастниками[24].
- Сложное соучастие, соисполнительство, преступная группа и преступное сообщество[25].

Помимо форм соучастия выделяют также виды соучастия:
1. Простое соучастие без разделения ролей, или соисполнительство.
2. Сложное соучастие с распределением ролей (исполнитель, организатор, подстрекатель, пособник).

Виды соучастия имеют уголовно-правовое значение при назначении наказания за преступление.
Основным критерием выделения форм соучастия в современной русскоязычной литературе по праву признаётся характер предварительного сговора на совершение преступления. 

### Группа лиц без предварительного сговора
Первой формой соучастия выступает группа лиц без предварительного сговора. Обычно такая форма соучастия образуется при присоединении соучастников к уже совершающемуся посягательству. При этом умысел всех соучастников должен быть направлен на причинение одного и того же преступного вреда (смерти, материального ущерба и т.д.). Все соучастники при этом полностью или частично выполняют объективную сторону преступления, их действия находятся в прямой причинной связи с причинением преступного вреда. Вследствие этого они признаются соисполнителями преступления.

### Группа лиц по предварительному сговору
Группа лиц по предварительному сговору имеет место, когда между соучастниками преступления до начала непосредственного исполнения преступления состоялась предварительная договорённость в любой форме (устной, письменной, жестовой, электронной). Сговор должен состояться хотя бы незадолго до начала преступления и может касаться места, времени, способа совершения преступления. Участие в совершении преступления может осуществляться как в форме соисполнительства, так и с распределением ролей (выделением пособников, подстрекателей, организаторов). 
В уголовном праве России имеются особенности, связанные с вменением виновным в ответственность квалифицирующего признака «совершение преступления группой лиц по предварительному сговору», имеющегося в некоторых статьях Особенной части УК. Для этого необходимо непосредственное участие в исполнении преступления двух и более лиц.

### Организованная группа
Организованной группой является устойчивая группа лиц, заранее объединившихся для совершения одного или нескольких преступлений. Группа создаётся до совершения этих преступлений путём предварительного сговора её участников, который может предполагать как направленность на совершение конкретных деяний, так и ориентацию на общее направление преступной деятельности.
Устойчивость группы предполагает особый вид субъективной связи, характеризующийся повышенной прочностью; устойчивая группа является более сплочённой, более опасной, чем неустойчивая. Устойчивость может быть основана на ранее имевшихся у участников группы прочных личных и служебных связей, на их криминальном профессионализме; показателями устойчивости могут служить длительность или многоэпизодность преступной деятельности, наличие у группы технических средств совершения преступления, тщательная подготовка к совершению преступления с распределением ролей между соучастниками. 
Создание организованной преступной группы в определённых случаях само по себе может рассматриваться как уголовно наказуемое деяние, независимо от того, успела ли группа совершить хотя бы одно преступление. Например, по Уголовному кодексу РФ создание вооружённой организованной преступной группы рассматривается как бандитизм (ст. 209 УК РФ).

### Преступное сообщество
Преступным сообществом (преступной организацией) признаётся сплочённая организованная преступная группа, созданная для совершения наиболее тяжких преступлений, либо объединение организованных преступных групп, для которой осуществление преступной деятельности является средством прямого или косвенного извлечения финансовой или иной материальной выгоды. 
Преступная организация является наиболее опасным видом соучастия; создание преступного сообщества или преступной организации выступает в качестве самостоятельного наказуемого вида преступной деятельности, даже если такая организация не успела ещё совершить ни одного преступного деяния. Например, в УК РФ ответственность за такое деяние предусмотрена в ст. 210. Преступное сообщество выступает формой проявления организованной преступности.
Преступное сообщество характеризуется признаком сплочённости, под которой понимается наличие строго определенного иерархического порядка построения сообщества, включая внутреннее подразделение сообщества на функциональные группы; особого порядка подбора его членов и их ответственности перед сообществом; оснащение сообщества специальными техническими средствами; наличие систем конспирации, взаимодействия и защиты от правоохранительных органов; разработка и реализация планов легализации для прикрытия преступной деятельности, жесткая дисциплина, запрет на выход из состава преступного сообщества и комплекс принимаемых к этому мер; состояние организованной группы в другом объединении и т. д.
В числе других признаков называется устойчивый, чётко спланированный и законспирированный характер деятельности, использование механизмов теневой экономики и совмещения легальной экономической деятельности с преступной, распространение влияния на определённую территорию, нейтрализация общественных институтов, осуществляющих контроль за преступностью через их коррумпирование и т. д..

## Виды соучастников
С тем, чтобы дать более точную юридическую характеристику действий соучастников, индивидуализировать их уголовную ответственность, законодательством могут выделяться различные виды соучастников. Обычно критерием такого выделения служит характер и степень участия в совершении преступления. Характер участия определяется той ролью, которую выполняет данный соучастник в процессе совершения преступления. Степень участия является количественной характеристикой и определяет размер конкретного вклада соучастника в совершение преступления.
Выделяется четыре вида соучастников: исполнитель, организатор, подстрекатель и пособник. Последние три вида нередко относятся к соучастию в узком смысле слова, в том числе и законодательно (например, такие положения содержит УК ФРГ). А. Лохвицкий писал: «…какое бы деление не усвоило законодательство, какого бы взгляда оно ни было на важность того или другого рода участия, оно прямо или косвенно признает два вида участвующих в преступлении лиц: тех, которые морально или материально в нем участвовали, но играли при этом второстепенную роль».

### Исполнитель
Исполнителем признаётся:
- Лицо, полностью или частично выполняющее объективную сторону преступления.
- Лицо, которое совместно с другими лицами (соисполнителями) непосредственно участвовало в совершении преступления, выполняя часть тех действий, которые являлись необходимыми для причинения общего для всех соучастников преступного вреда.
- Лицо, подлежащее уголовной ответственности, которое использует для совершения преступления лицо, не подлежащее уголовной ответственности: малолетнее или невменяемое, не осознающее и не способное осознавать общественную опасность совершаемого деяния, совершающее деяние под воздействием физического или психического принуждения, либо в силу иных обстоятельств неспособное нести уголовную ответственность. Использование такого лица для совершения деяния получило название «посредственное причинение». Фактически такое лицо в данной ситуации выполняет роль «живого орудия» преступления: «подстрекатель или пособник душевнобольного или малолетнего, совершившего общественно опасное деяние, а также лица, действовавшего в заблуждении, отвечает… за само преступление вследствие того, что исполнитель является лишь орудием совершения этого деяния в руках другого»[38]. Положения о посредственном исполнении характерны практически для всех правовых систем[39].

Действия исполнителя являются основой действий всех соучастников. Если исполнитель не выполнит своей роли, преступление не будет совершено. «Основой общей ответственности соучастников является единство действий всех соучаствующих в преступлении лиц. Стержень этого единства — исполнитель. И если его нет, то соучастие рассыпается как карточный домик».
Лицо, хотя и способствовавшее совершению преступления, но не выполнявшее действий, непосредственно необходимых для причинения вреда, не может являться исполнителем, такое лицо признаётся пособником преступления. Кроме того, не может признаваться исполнителем преступления лицо, не обладающее необходимыми признаками специального субъекта совершаемого преступления; такое лицо в зависимости от характера его действий может признаваться организатором, подстрекателем или пособником преступления.

### Организатор
Организатором преступления признаётся лицо, которое:
- Организует совершение преступления — разрабатывает его план, подбирает исполнителей, распределяет роли между ними, обеспечивает орудиями и средствами совершения преступления и т. д.
- Руководит его исполнением — упорядочивает деятельность соучастников непосредственно при совершении преступления. Организатор может как непосредственно присутствовать на месте преступления, так и давать указания с использованием средств телекоммуникации.
- Организует преступную группу или преступное сообщество — подбирает участников, придаёт устойчивый характер их деятельности, разрабатывает структуру, определяет направление преступной деятельности, обеспечивает материалами и средствами. Организатор преступной группы или преступного сообщества несёт ответственность за все преступления, совершённые данной группой и сообществом, которые охватывались его умыслом.
- Руководит преступной группой. Руководителем преступной группы может быть её организатор или лицо, возглавившее её уже после создания.

Действия организатора всегда совершаются с прямым умыслом. Считается, что именно организатор является наиболее опасным среди всех соучастников, ему назначаются бо́льшие сроки наказания, чем всем остальным соучастникам.

### Подстрекатель
Подстрекателем признаётся лицо, склонившее другое лицо к совершению преступления путём уговора, подкупа, угрозы или другим способом. Уговор — это систематические просьбы, иные действия, направленные на создание у подстрекаемого лица представления о необходимости совершения преступления. Подкуп — это обещание подстрекаемому имущественной выгоды (в денежной или иной форме, в том числе в виде освобождения от материальных обязательств). Угроза — это высказывание намерения применить к подстрекаемому физическое насилие, причинить ему иной вред (например, материальный вследствие уничтожения имущества или вред репутации в результате разглашения порочащих сведений). Могут быть использованы и такие способы как просьба, приказ, поручение, совет и т. д.
Призывы, пожелания, советы, не направленные непосредственно на склонение лица к совершению конкретного преступления, выражение в общей, неконкретной форме мыслей о желательности совершения преступления подстрекательством не являются. Примером может служить следующее дело:

После распития спиртного между П. и М. возникла ссора, в результате М. нанёс П. побои. Третье лицо — И. — подошёл к плакавшему П. и сказал: «Что ты распустил нюни? Иди, дай ему». П. взял доску, подошёл к сидевшему М. сзади и ударил его доской по голове, причинив М. тяжкие телесные повреждения, повлекшие смерть потерпевшего.
Установлено, что И., посоветовав П. отомстить обидчику, сделал это неопределённо, без конкретного нацеливания подростка на причинение тяжких телесных повреждений потерпевшему; в связи с этим действия И. нельзя расценить как подстрекательство к преступлению.
— БВС РСФСР. 1966. № 11. С. 8—9.
Агитация и призывы, направленные на возбуждение стремления осуществлять неконкретизируемую преступную деятельность, могут образовывать составы самостоятельных преступлений (в УК РФ это ч. 3 ст. 212 УК РФ, ч. 1 ст. 280).
Подстрекательство может иметь место только в отношении лица, которое является свободным в выборе между преступным и непреступным вариантом поведения, которое может быть склонено к совершению преступления. Действия, направленные на то, чтобы побудить лицо к совершению преступных действий путём обмана, либо связанные с использованием для совершения преступления иных лиц, неспособных нести уголовную ответственность рассматриваются не как подстрекательство, а как опосредованное причинение.
Как подстрекательство может также рассматриваться провокация преступления: подстрекательство исполнителя или другого соучастника к совершению преступного деяния с целью привлечения его к ответственности за такие действия.
Действия подстрекателя совершаются с прямым умыслом. Подстрекательство может быть поглощено организацией преступления, если лицо продолжит деятельность по склонению других лиц к совершению преступления разработкой плана действий, руководством совершением преступления и иными действиями, образующими организацию преступления. Подстрекатель несёт ответственность только в пределах сговора с исполнителем; в случае совершения последним действий, выходящих за пределы такого сговора, имеет место эксцесс исполнителя, подстрекатель ответственности за такие действия не несёт.
Неудавшееся подстрекательство рассматривается как покушение на преступление.
Отдельные, наиболее опасные виды подстрекательства могут рассматриваться уголовным законом как самостоятельные виды преступлений: вовлечение в занятие проституцией (ст. 240 УК РФ), подкуп или принуждение свидетеля к даче показаний или отказу от дачи показаний (ст. 309 УК РФ).

## Прикосновенность к преступлению
Соучастие необходимо отличать от прикосновенности к преступлению.
Прикосновенность посягает на отношения в сфере предупреждения и раскрытия преступлений, так как действия пособника не находятся в причинной связи с действиями соучастников по достижению преступного результата, но касаются этих действий.

### Пособник
Пособником признаётся:
- Лицо, содействовавшее совершению преступления советами, указаниями, предоставлением информации (интеллектуальное пособничество), средств или орудий совершения преступления либо устранением препятствий (это и далее — физическое пособничество).
- Лицо, заранее обещавшее скрыть преступника, средства или орудия совершения преступления, следы преступления либо предметы, добытые преступным путём.
- Лицо, заранее обещавшее приобрести или сбыть такие предметы.

Пособничество является наиболее распространённым видом сложного соучастия. Пособничество может быть выражено как в форме действия, так и в форме бездействия (выражающегося, например, в невыполнении лицом возложенной на него обязанности по пресечению преступного посягательства исполнителя). Как и подстрекатель, пособник несёт ответственность только в пределах сговора с исполнителем. Пособничество также может поглощаться организацией преступления.
По-разному в правовых системах мира решается вопрос об ответственности за заранее не обещанное укрывательство преступника, орудий и средств и т. д., недонесение о готовящемся или совершённом преступлении, невоспрепятствование совершению преступления обязанным пресечь его лицом. Такие действия в теории уголовного права получили название «прикосновенность к преступлению».
По современному уголовному законодательству России такие действия не являются пособничеством и влекут ответственность только в случаях, когда ответственность за них предусмотрена самостоятельной статьёй УК РФ (например, установлена ответственность за заранее не обещанное содействие легализации преступных доходов, скупку имущества, заведомо полученного преступным путём, укрывательство лица, совершившего особо тяжкое преступление). Кроме того, ответственность наступает, если подобные действия совершаются систематически, так что совершающее их лицо осознаёт, что своими действиями даёт возможность преступнику рассчитывать на оказываемое им содействие.
По законодательству США (§ 3 раздела 18 Свода законов США) такие действия признаются пособничеством: «тот, кто зная о совершении посягательства против Соединённых Штатов Америки, укрывает, облегчает, поддерживает или содействует преступнику с тем, чтобы помешать или воспрепятствовать его аресту, преданию суду или наказанию, является пособником после факта совершения посягательства».

## Ответственность соучастников
Ответственность соучастников преступления определяется характером и степенью фактического участия каждого из них в совершении преступления. 
В уголовном праве России имеются особенности квалификации преступления, совершённого в соучастии. Исполнители и соисполнители отвечают по статье Особенной части УК за преступление, совершенное ими совместно, без ссылки на статью 33 УК РФ. Уголовная ответственность организатора, подстрекателя и пособника наступает по статье УК со ссылкой на статью 33 УК. В случае недоведения исполнителем преступления до конца по не зависящим от него обстоятельствам остальные соучастники несут уголовную ответственность за приготовление к преступлению или покушение на преступление. При добровольном отказе исполнителя все действия прочих соучастников подлежат самостоятельной уголовно-правовой оценке.
Лицо, создавшее организованную группу или преступное сообщество (преступную организацию) либо руководившее ими, подлежит уголовной ответственности за их организацию и руководство ими в случаях, предусмотренных статьями 205.4, 208, 209, 210 и 282.1 УК РФ (предусматривающими ответственность за так называемое соучастие особого рода), а также за все совершенные организованной группой или преступным сообществом (преступной организацией) преступления, если они охватывались его умыслом. По общему правилу, соучастники несут ответственность за общее преступление в пределах лично ими совершённого или замышляемого. Кроме того, участники организованной группы или преступного сообщества (преступной организации) несут уголовную ответственность за участие в них в случаях, предусмотренных статьями 205.4, 208, 209, 210 и 282.1 УК РФ.

## Эксцесс исполнителя
По общему правилу, соучастники несут ответственность за общее преступление в пределах лично ими совершённого или замышляемого. 
Эксцессом исполнителя признаётся совершение исполнителем преступления, не охватывающегося умыслом других соучастников. Эксцесс может быть количественным и качественным.
Количественный эксцесс выражается в совершении однородного преступления, но характеризующегося квалифицирующими признаками и прочими обстоятельствами, не входившими в умысел других соучастников.
Качественный эксцесс заключается в посягательстве на другой объект: совершении вместо или наряду с задуманным также и иного преступления (например, убийства и изнасилования при наличии умысла других соучастников только на изнасилование или только на убийство).
За эксцесс исполнителя другие соучастники ответственности не несут.